# Caruso (Lied)

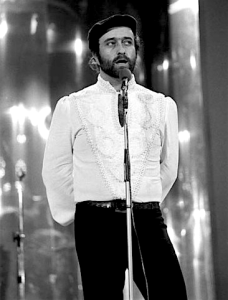
Lucio Dalla auf dem Festival di Sanremo 1971

Caruso ist ein Lied des italienischen Musikers Lucio Dalla. Es handelt sich um eine Hommage an den Tenor Enrico Caruso. Das 1986 erschienene Lied wurde inzwischen von zahlreichen Musikern gecovert. Nach dem Tod von Lucio Dalla 2012 stieg das Lied in die italienischen Single-Charts ein und erreichte zwei Wochen hintereinander Platz zwei. Die Single wurde vom Verband der italienischen Musikindustrie mit Doppelplatin ausgezeichnet.

## Inhalt und Entstehung

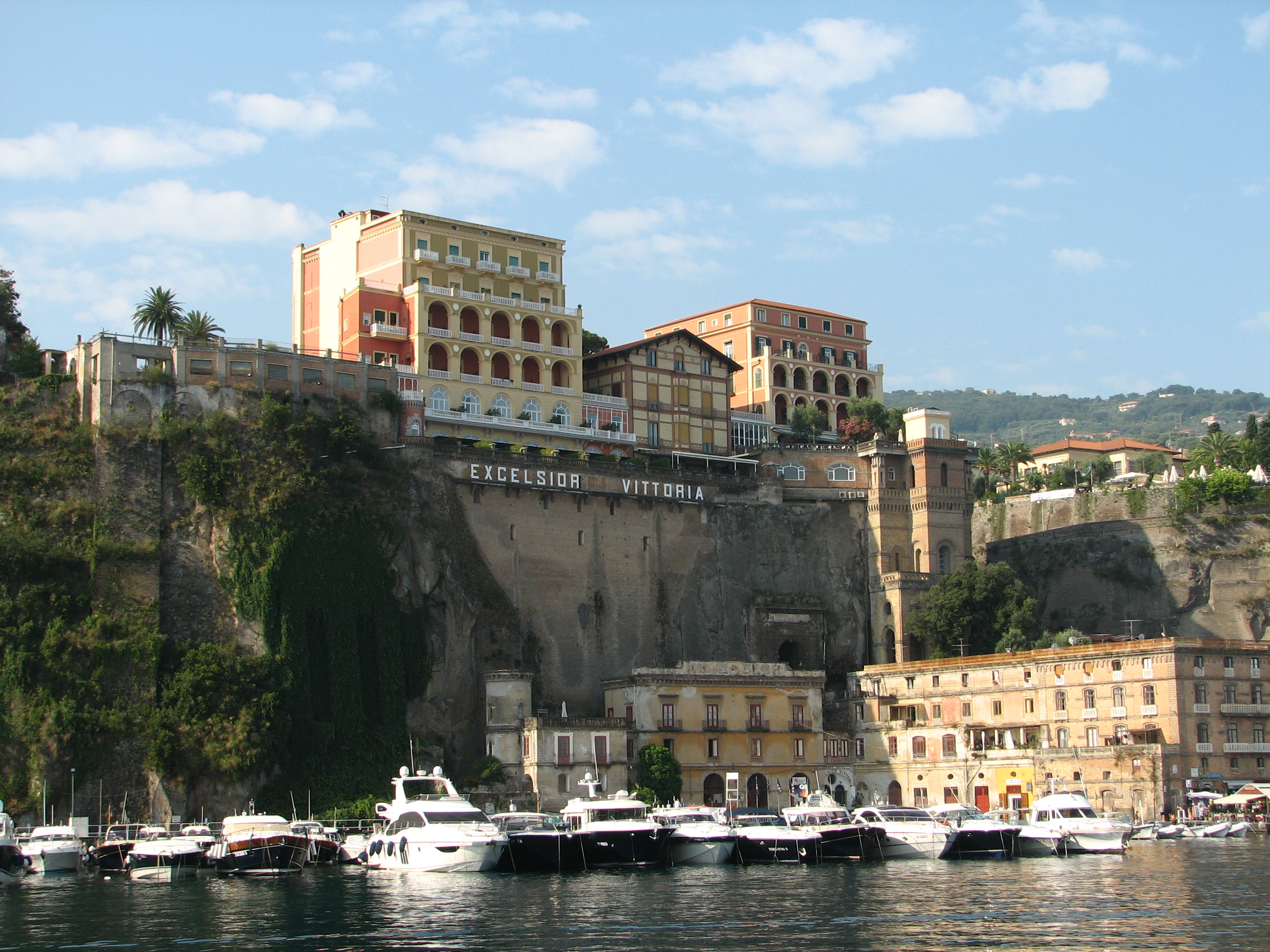
Drehort des Musikvideos: Grand Hotel Excelsior Vittoria in Sorrent

Lucio Dalla beschrieb in einem Interview mit der italienischen Zeitung Corriere della Sera den Ursprung und die Bedeutung des Liedes. Er machte auf einer Reise einen Zwischenstopp in der Küstenstadt Sorrent und übernachtete dort im Grand Hotel Excelsior Vittoria, zufälligerweise im selben Zimmer, in dem viele Jahre zuvor der Tenor Enrico Caruso kurz vor seinem Tod einige Zeit verbracht hatte. Dalla wurde zum Schreiben des Liedes inspiriert, nachdem die Besitzer ihm von den letzten Tagen Carusos und insbesondere von dessen Leidenschaft für eine seiner Schülerinnen erzählt hatten.
Das Lied erzählt vom Schmerz und den Sehnsüchten eines Mannes, der bald sterben wird, während er in die Augen einer jungen Frau blickt, die ihm sehr lieb ist. Der Text enthält verschiedene subtile Hinweise auf Menschen und Orte in Carusos Leben. In der neapolitanischen Sprache bedeutet „Te voglio bene assaje, ma tanto tanto bene saje“: „Ich liebe dich sehr. Sehr, sehr weißt du.“
Die Musik und die Worte des Refrains basieren auf einem neapolitanischen Lied mit dem Titel Dicitencello vuje, das 1930 von Rodolfo Falvo (Musik) und Enzo Fusco (Text) veröffentlicht wurde und nach der Tradition der neapolitanischen Romanzen im Opernstil geschrieben wurde. Lucio Dallas Video zum Lied wurde in der Suite Enrico Caruso im Hotel Excelsior Vittoria gefilmt, wo Caruso die letzten Wochen seines Lebens verbracht hatte.

## Auszeichnungen für Musikverkäufe
| Land/Region    | Auszeichnungen für Musikverkäufe (Land/Region, Auszeichnung, Verkäufe) | Verkäufe |
| -------------- | ---------------------------------------------------------------------- | -------- |
| Italien (FIMI) | 2× Platin                                                              | 200.000  |
| Insgesamt      | 2× Platin ·                                                            | 200.000  |

## Coverversionen (Auswahl)
- 1989: Luciano Pavarotti auf dem Album Tutto Pavarotti
- 1994: Mario Adorf auf dem Album Al dente
- 1997: Andrea Bocelli auf dem Album Il Mare Calmo della Sera
- 1997: Lara Fabian bei einem Live-Auftritt im Rahmen ihrer "Pure"-Tour
- 1999: Julio Iglesias auf dem Album My Life: The Greatest Hits
- 2003: Josh Groban auf dem Album Closer
- 2007: Paul Potts auf dem Album One Chance
- 2008: Adoro auf dem Album Adoro als Es wird für ewig sein
- 2011: Vittorio Grigolo auf dem Album Arrivederci
- 2012: Al Bano auf dem Album Canta Italia
- 2012: Il Divo auf dem Album The Greatest Hits
- 2013: Semino Rossi auf dem Album Symphonie des Lebens (Tour Edition)
- 2014: Gianna Nannini auf dem Album Hitalia
- 2015: Il Volo auf dem Album Grande Amore
- 2016: Jonas Kaufmann auf dem Album Dolce Vita
- 2017: Céline Dion im Konzert mit Florent Pagny
- 2020: Stjepan Hauser (2Cellos) mit dem London Symphony Orchestra
- 2020: Jonathan Antoine auf dem Album Going the Distance mit dem Royal Philharmonic Orchestra[6]
- 2022: Faber auf dem Album Orpheum